# قلعة كاظم (أشترينان)
قلعة کاظم (بالفارسية: قلعه کاظم) هي مستوطنة تقع في إيران في قسم أشترینان الريفي. يقدر عدد سكانها بـ 70 نسمة .